# Wentelteefje

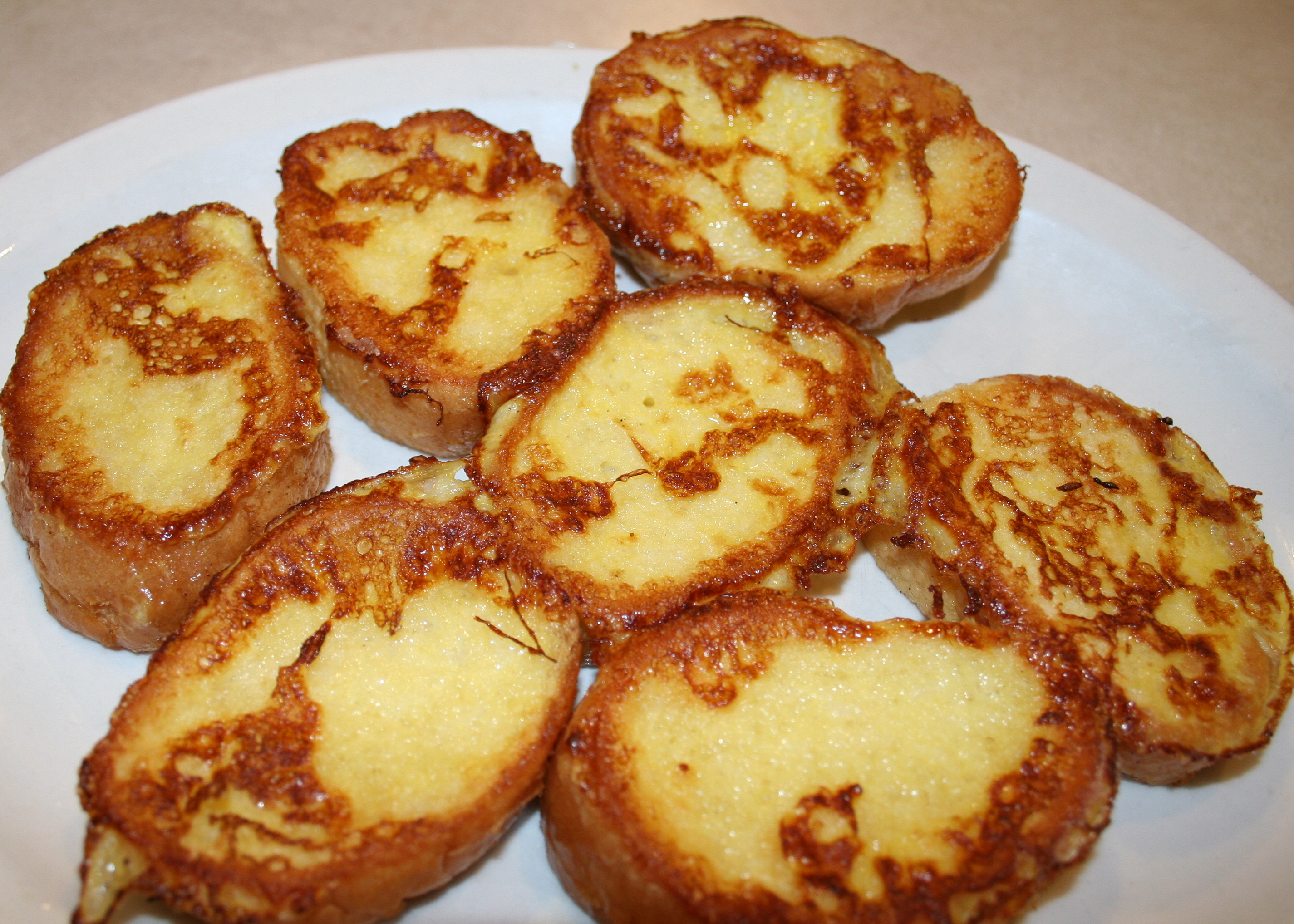
Wentelteefjes

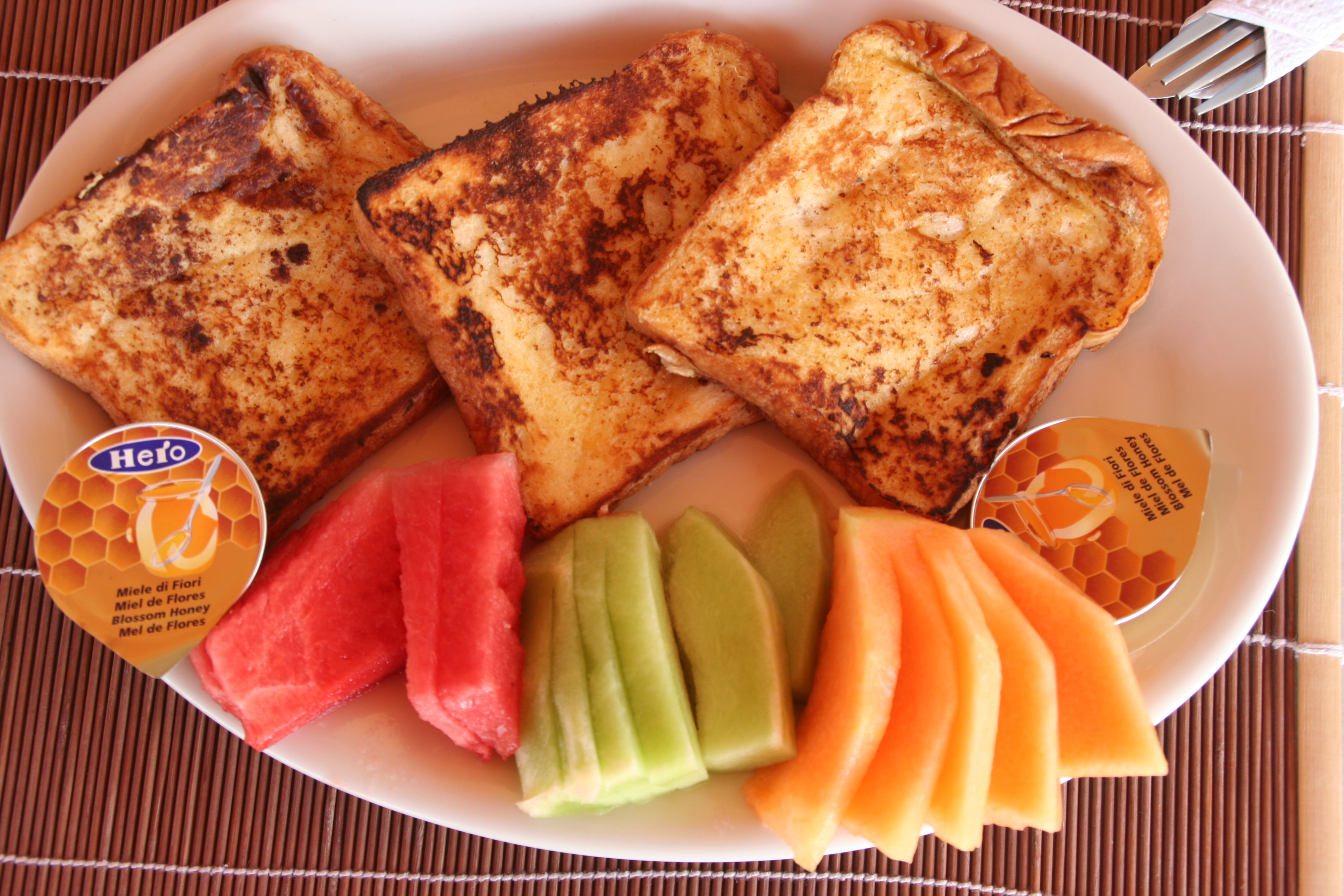
Guatemalteekse variant

Een wentelteefje, ook verloren brood of gewonnen brood is een zoet broodgerecht. Het is populair als ontbijt in grote delen van Europa en Noord-Amerika. Sneden brood worden kort geweekt in een mengsel van melk en eieren en vervolgens gebakken. Ten slotte wordt het baksel bestrooid met suiker en desgewenst kaneel.
Over de herkomst van het woord wentelteefje is onduidelijkheid. Mogelijk is een teef een oude gebaksvorm, maar wentelteefje kan ook zijn afgeleid van wentel-'t-eventjes. In het kookboek uit de 18e eeuw De volmaakte Hollandsche keukenmeid wordt het gerecht gewend brood genoemd.
De term verloren/gewonnen brood heeft te maken met de wijze waarop dit gerecht is ontstaan. In vroegere tijden gooide men zelden voedsel weg, daarom was het gewoonte om oud – maar nog niet beschimmeld – brood weer eetbaar te maken door middel van dit recept. Tegenwoordig wordt het niet vaak meer om deze reden gemaakt, maar veeleer omdat men het zoete gerecht als een lekkernij beschouwt.